# Latvijas PSR čempionāts futbolā 1941
Il Latvijas PSR čempionāts futbolā 1941 è il campionato di calcio lettone che iniziò nel giugno del 1941 ma che fu subito interrotto dopo poche partite a causa della Reichskommissariat Ostland ovvero dell'occupazione civile nazista della Germania su alcuni stati orientali del Terzo Reich, tra cui la Lettonia.

## Storia del torneo
Questa edizione del campionato di calcio lettone doveva essere la prima nel nuovo formato denominato A klase. Al campionato parteciparono solo nove squadre, che giocarono cinque partite prima dell'interruzione del torneo.